# Hacheney
Hacheney, Dortmund-Hacheney — dzielnica miasta Dortmund w Niemczech, w kraju związkowym Nadrenia Północna-Westfalia, w okręgu administracyjnym Hörde.